# 阿穆爾灣
阿穆爾灣（羅馬化：Amurskiy Zaliv）是彼得大帝灣西北部的海灣，長度65公里，闊度10公里至20公里，水深約20米，是濱海邊疆區的熱門休閒地點，沿岸有不少療養院和度假村。海參崴位於海灣東岸，安巴河和綏芬河注入该灣。